# سانچورو
سانچورو (به ژاپنی: 三中老 さんちゅうろう) شغا و مقامی بود که در اواخر رژیم تویوتومی در دوره آزوچی-مومویاما ایجاد شد. وظیفه اعضای آن این بود که در هنگامی که مابین اعضای گوتایرو و گو-بوگیواختلاف نظر رخ می‌داد به عنوان میانجی دخالت کند. اعضای سانچورو را ایکوما چیکاماسا، هوریو یوشی‌هارو و ناکامورا کازوئوجی تشکیل می‌دادند.